# Fußball-Asienmeisterschaft 2011/Gruppe A
| Pl. | Land       | Sp. | S | U | N | Tore    | Diff. | Punkte |
| --- | ---------- | --- | - | - | - | ------- | ----- | ------ |
| 1.  | Usbekistan | 3   | 2 | 1 | 0 | 006:300 | +3    | 07     |
| 2.  | Katar      | 3   | 2 | 0 | 1 | 005:200 | +3    | 06     |
| 3.  | China      | 3   | 1 | 1 | 1 | 004:400 | ±0    | 04     |
| 4.  | Kuwait     | 3   | 0 | 0 | 3 | 001:700 | −6    | 0      |

Der Artikel gibt Auskunft über die Spiele der Gruppe A bei der Fußball-Asienmeisterschaft 2011 in Katar.

## Katar – Usbekistan 0:2 (0:0)
| Katar                                                                                        | Katar | Usbekistan | Usbekistan |
| -------------------------------------------------------------------------------------------- | --- | --- | ---------- |
| Katar                                                                                        | \| 1. Spieltag \| \| Freitag, 7. Januar 2011 um 19:15 Uhr (17:15 Uhr MEZ) in Doha (Khalifa International Stadium) \| \| Zuschauer: 37.143 \| \| Schiedsrichter: Yūichi Nishimura ( Japan) \| \| Spielbericht \|                                                              | \| 1. Spieltag \| \| Freitag, 7. Januar 2011 um 19:15 Uhr (17:15 Uhr MEZ) in Doha (Khalifa International Stadium) \| \| Zuschauer: 37.143 \| \| Schiedsrichter: Yūichi Nishimura ( Japan) \| \| Spielbericht \|                                                                      | Usbekistan |
| Katar                                                                                        | Qasem Burhan – Hamid Ismail, Bilal Mohammed, Ibrahim al-Ghanim, Ibrahim Majid – Fábio César Montezine (80. Yusef Ali), Lawrence Quaye, Wesam Rizik, Hussein Yasser (61. Khalfan Ibrahim) – Jaralla al-Marri (62. Mohamed El-Sayed), Sebastián Soria Cheftrainer: Bruno Metsu | Ignatiy Nesterov – Victor Karpenko, Anzur Ismoilov, Odil Ahmedov, Sakhob Juraev (54. Stanislav Andreev) – Azizbek Haydarov, Server Jeparov, Temur Kapadze – Maksim Shatskix, Jasur Hasanov (66. Sanjar Tursunov) – Alexander Heinrich (89. Olim Navkarov) Cheftrainer: Vadim Abramov | Usbekistan |
| Katar                                                                                        | 0:1 Odil Ahmedov (58.) 0:2 Server Jeparov (77.) | | Usbekistan |
| Katar                                                                                        | Wesam Rizik (64.) | | Usbekistan |
| Katar                                                                                        | Spieler des Spiels: Server Jeparov (Usbekistan) | | Usbekistan |
| 1. Spieltag                                                                                  | | |            |
| Freitag, 7. Januar 2011 um 19:15 Uhr (17:15 Uhr MEZ) in Doha (Khalifa International Stadium) | | |            |
| Zuschauer: 37.143                                                                            | | |            |
| Schiedsrichter: Yūichi Nishimura ( Japan)                                                    | | |            |
| Spielbericht                                                                                 | | |            |

## Kuwait – China 0:2 (0:0)
| Kuwait                                                                            | Kuwait | China | China |
| --------------------------------------------------------------------------------- | --- | --- | ----- |
| Kuwait                                                                            | \| 1. Spieltag \| \| Samstag, 8. Januar 2011 um 16:15 Uhr (14:15 Uhr MEZ) in Doha (Al-Gharafa Stadium) \| \| Zuschauer: 7.423 \| \| Schiedsrichter: Ben Williams ( Australien) \| \| Spielbericht \|                                                                             | \| 1. Spieltag \| \| Samstag, 8. Januar 2011 um 16:15 Uhr (14:15 Uhr MEZ) in Doha (Al-Gharafa Stadium) \| \| Zuschauer: 7.423 \| \| Schiedsrichter: Ben Williams ( Australien) \| \| Spielbericht \| | China |
| Kuwait                                                                            | Nawaf al-Khaldi – Yaqoub al-Taher, Hussain Fadel, Musaed Neda, Amer al-Fadhel – Bader al-Mutawa, Fahad al-Enezi (84. Hamad al-Enezi), Talal al-Amer, Waleed Ali Jumah (72. Abdulaziz al-Mashaan) – Jarah al-Ateeqi, Yousef Nasser (38. Fahad Awadh) Cheftrainer: Goran Tufegdžić | Yang Zhi – Zhang Linpeng, Du Wei, Zhao Peng (59. Liu Jianye), Rong Hao – Zhao Xuri (77. Yu Tao), Yang Hao, Deng Zhuoxiang, Qu Bo (46. Hao Junmin), Yu Hai – Yang Xu Cheftrainer: Gao Hongbo          | China |
| Kuwait                                                                            | 0:1 Zhang Linpeng (58.) 0:2 Deng Zhuoxiang (67.) | | China |
| Kuwait                                                                            | Yaqoub al-Taher (11.), Jarah al-Ateeqi (66.) | Qu Bo (33.) | China |
| Kuwait                                                                            | Musaed Neda (36.) | | China |
| Kuwait                                                                            | Spieler des Spiels: Deng Zhuoxiang (China) | | China |
| 1. Spieltag                                                                       | | |       |
| Samstag, 8. Januar 2011 um 16:15 Uhr (14:15 Uhr MEZ) in Doha (Al-Gharafa Stadium) | | |       |
| Zuschauer: 7.423                                                                  | | |       |
| Schiedsrichter: Ben Williams ( Australien)                                        | | |       |
| Spielbericht                                                                      | | |       |

## Usbekistan – Kuwait 2:1 (1:0)
| Usbekistan                                                                          | Usbekistan | Kuwait | Kuwait |
| ----------------------------------------------------------------------------------- | --- | --- | ------ |
| Usbekistan                                                                          | \| 2. Spieltag \| \| Mittwoch, 12. Januar 2011 um 16:15 Uhr (14:15 Uhr MEZ) in Doha (Al-Gharafa Stadium) \| \| Zuschauer: 3.481 \| \| Schiedsrichter: Nawaf Shukralla ( Bahrain) \| \| Spielbericht \|                                                                                | \| 2. Spieltag \| \| Mittwoch, 12. Januar 2011 um 16:15 Uhr (14:15 Uhr MEZ) in Doha (Al-Gharafa Stadium) \| \| Zuschauer: 3.481 \| \| Schiedsrichter: Nawaf Shukralla ( Bahrain) \| \| Spielbericht \|                                                                              | Kuwait |
| Usbekistan                                                                          | Ignatiy Nesterov – Victor Karpenko, Anzur Ismoilov, Odil Ahmedov, Stanislav Andreev – Temur Kapadze, Azizbek Haydarov – Sanjar Tursunov (90. Vagiz Galiulin), Maksim Shatskix (54. Jasur Hasanov), Server Jeparov – Alexander Heinrich (74. Olim Navkarov) Cheftrainer: Vadim Abramov | Nawaf al-Khaldi – Yaqoub al-Taher, Hussain Fadel, Amer al-Fadhel, Fahad Awadh (80. Ahmad al-Azemi) – Fahad al-Enezi, Talal al-Amer, Jarah al-Ateeqi (46. Hamad al-Enezi), Waleed Ali Jumah (71. Abdulaziz al-Mashaan) – Bader al-Mutawa, Yousef Nasser Cheftrainer: Goran Tufegdžić | Kuwait |
| Usbekistan                                                                          | 1:0 Maksim Shatskix (41.) 2:1 Server Jeparov (65.) | 1:1 Bader al-Mutawa (49., Elfmeter) | Kuwait |
| Usbekistan                                                                          | Alexander Heinrich (62.), Jasur Hasanov (88.) | Hussain Fadel (40.) | Kuwait |
| Usbekistan                                                                          | Spieler des Spiels: Server Jeparov (Usbekistan) | | Kuwait |
| 2. Spieltag                                                                         | | |        |
| Mittwoch, 12. Januar 2011 um 16:15 Uhr (14:15 Uhr MEZ) in Doha (Al-Gharafa Stadium) | | |        |
| Zuschauer: 3.481                                                                    | | |        |
| Schiedsrichter: Nawaf Shukralla ( Bahrain)                                          | | |        |
| Spielbericht                                                                        | | |        |

## China – Katar 0:2 (0:2)
| China                                                                                          | China | Katar | Katar |
| ---------------------------------------------------------------------------------------------- | --- | --- | ----- |
| China                                                                                          | \| 2. Spieltag \| \| Mittwoch, 12. Januar 2011 um 19:15 Uhr (17:15 Uhr MEZ) in Doha (Khalifa International Stadium) \| \| Zuschauer: 30.778 \| \| Schiedsrichter: Kim Dong-jin ( Südkorea) \| \| Spielbericht \| | \| 2. Spieltag \| \| Mittwoch, 12. Januar 2011 um 19:15 Uhr (17:15 Uhr MEZ) in Doha (Khalifa International Stadium) \| \| Zuschauer: 30.778 \| \| Schiedsrichter: Kim Dong-jin ( Südkorea) \| \| Spielbericht \|                                                 | Katar |
| China                                                                                          | Zeng Cheng – Zhang Linpeng, Du Wei, Zhao Peng, Rong Hao – Yu Tao (59. Zhou Haibin), Yang Hao – Qu Bo, Deng Zhuoxiang, Yu Hai (46. Hao Junmin) – Gao Lin (42. Yang Xu) Cheftrainer: Gao Hongbo                    | Qasem Burhan – Mohammed Kasola (61. Mesaad al-Hamad), Bilal Mohammed, Ibrahim al-Ghanim, Ibrahim Majid – Hamid Ismail (90. Ali Afif), Lawrence Quaye, Wesam Rizik, Mohamed El-Sayed – Yusef Ali (64. Jaralla al-Marri), Sebastián Soria Cheftrainer: Bruno Metsu | Katar |
| China                                                                                          | 0:1 Yusef Ali (27.) 0:2 Yusef Ali (45.) | | Katar |
| China                                                                                          | Yang Hao (17.), Qu Bo (38.), Zhang Linpeng (53.) | Bilal Mohammed (17.), Mohammed Kasola (45.) | Katar |
| China                                                                                          | Spieler des Spiels: Yusef Ali (Katar) | | Katar |
| 2. Spieltag                                                                                    | | |       |
| Mittwoch, 12. Januar 2011 um 19:15 Uhr (17:15 Uhr MEZ) in Doha (Khalifa International Stadium) | | |       |
| Zuschauer: 30.778                                                                              | | |       |
| Schiedsrichter: Kim Dong-jin ( Südkorea)                                                       | | |       |
| Spielbericht                                                                                   | | |       |

## Katar – Kuwait 3:0 (2:0)
| Katar                                                                                         | Katar | Kuwait | Kuwait |
| --------------------------------------------------------------------------------------------- | --- | --- | ------ |
| Katar                                                                                         | \| 3. Spieltag \| \| Sonntag, 16. Januar 2011 um 19:15 Uhr (17:15 Uhr MEZ) in Doha (Khalifa International Stadium) \| \| Zuschauer: 28.339 \| \| Schiedsrichter: Abdul Malik ( Singapur) \| \| Spielbericht \|                                                        | \| 3. Spieltag \| \| Sonntag, 16. Januar 2011 um 19:15 Uhr (17:15 Uhr MEZ) in Doha (Khalifa International Stadium) \| \| Zuschauer: 28.339 \| \| Schiedsrichter: Abdul Malik ( Singapur) \| \| Spielbericht \|                                                                          | Kuwait |
| Katar                                                                                         | Qasem Burhan – Mohammed Kasola (89. Mesaad al-Hamad), Bilal Mohammed, Ibrahim al-Ghanim, Ibrahim Majid – Hamid Ismail, Lawrence Quaye, Wesam Rizik, Mohamed El-Sayed (80. Ali Afif) – Yusef Ali (73. Fábio César Montezine), Sebastián Soria Cheftrainer: Bruno Metsu | Nawaf al-Khaldi – Yaqoub al-Taher (46. Ahmad al-Azemi), Hussain Fadel, Ahmed al-Rashidi, Amer al-Fadhel – Fahad al-Enezi, Talal al-Amer, Saleh al-Hendi (62. Abdulaziz al-Mashaan), Waleed Ali Jumah – Bader al-Mutawa, Hamad al-Enezi (79. Khaled Khalaf) Cheftrainer: Goran Tufegdžić | Kuwait |
| Katar                                                                                         | 1:0 Bilal Mohammed (11.) 2:0 Mohamed El-Sayed (16.) 3:0 Fábio César Montezine (86.) | | Kuwait |
| Katar                                                                                         | Yusef Ali (27.), Hamid Ismail (30.), Mohammed Kasola (38.) | Amer al-Fadhel (42.), Saleh al-Hendi (61.), Hussain Fadel (77.), Talal al-Amer (84.) | Kuwait |
| Katar                                                                                         | Spieler des Spiels: Bilal Mohammed (Katar) | | Kuwait |
| 3. Spieltag                                                                                   | | |        |
| Sonntag, 16. Januar 2011 um 19:15 Uhr (17:15 Uhr MEZ) in Doha (Khalifa International Stadium) | | |        |
| Zuschauer: 28.339                                                                             | | |        |
| Schiedsrichter: Abdul Malik ( Singapur)                                                       | | |        |
| Spielbericht                                                                                  | | |        |

## China – Usbekistan 2:2 (1:1)
| China                                                                              | China | Usbekistan | Usbekistan |
| ---------------------------------------------------------------------------------- | --- | --- | ---------- |
| China                                                                              | \| 3. Spieltag \| \| Sonntag, 16. Januar 2011 um 19:15 Uhr (17:15 Uhr MEZ) in Doha (Al-Gharafa Stadium) \| \| Zuschauer: 3.529 \| \| Schiedsrichter: Abdullah al-Hilali ( Oman) \| \| Spielbericht \| | \| 3. Spieltag \| \| Sonntag, 16. Januar 2011 um 19:15 Uhr (17:15 Uhr MEZ) in Doha (Al-Gharafa Stadium) \| \| Zuschauer: 3.529 \| \| Schiedsrichter: Abdullah al-Hilali ( Oman) \| \| Spielbericht \|                                                                                         | Usbekistan |
| China                                                                              | Yang Zhi – Zhang Linpeng, Du Wei, Li Xuepeng, Rong Hao – Zhao Xuri (46. Liu Jianye), Yang Hao (73. Deng Zhuoxiang) – Hao Junmin, Wang Song, Yu Hai (60. Yang Xu) – Gao Lin Cheftrainer: Gao Hongbo    | Ignatiy Nesterov – Victor Karpenko (74. Shaukat Mulladzhanov), Anzur Ismoilov, Odil Ahmedov, Stanislav Andreev – Temur Kapadze, Azizbek Haydarov – Olim Navkarov (62. Sanjar Tursunov), Maksim Shatskix, Server Jeparov (85. Shaukat Salomov) – Alexander Heinrich Cheftrainer: Vadim Abramov | Usbekistan |
| China                                                                              | 1:0 Yu Hai (7.) 2:2 Hao Junmin (56.) | 1:1 Odil Ahmedov (30.) 1:2 Alexander Heinrich (47.) | Usbekistan |
| China                                                                              | Hao Junmin (78.), Zhang Linpeng (90.) | Azizbek Haydarov (26.), Anzur Ismoilov (54.), Temur Kapadze (66.) | Usbekistan |
| China                                                                              | Spieler des Spiels: Server Jeparov (Usbekistan) | | Usbekistan |
| 3. Spieltag                                                                        | | |            |
| Sonntag, 16. Januar 2011 um 19:15 Uhr (17:15 Uhr MEZ) in Doha (Al-Gharafa Stadium) | | |            |
| Zuschauer: 3.529                                                                   | | |            |
| Schiedsrichter: Abdullah al-Hilali ( Oman)                                         | | |            |
| Spielbericht                                                                       | | |            |